# Regionaltog
Regionaltog er en type persontog, som typisk kører på korte til mellemlange strækninger, i modsætning til InterCitytog og andre fjerntog, der forbinder landsdelene. Regionaltog standser på de fleste eller alle stationer på strækningen. I storbyer hvor der også er særskilt nærtrafik, for eksempel S-togene i København, standser de dog kun på de store stationer. Regionaltog kan have meget forskellig størrelse, alt afhængig om de primært varetager lokaltrafik på sidebaner eller står for pendlertrafikken til og fra storbyer.
De danske regionaltog kører typisk mellem regioner, ikke kun indenfor en specifik region. Dog findes der for eksempel Odense - Svendborg, som kun kører indenfor den samme region. I sådanne tilfælde minder regionaltog om lokaltog, der kun kører lokalt, for eksempel på en privatbane. Men modsat findes der også Øresundstogene, der kører mellem København og forskellige steder i Sydsverige. De fungerer som regionaltog i Danmark. Både regionaltog, lokaltog og Øresundstog indgår i de regionale trafikselskabers takstsystemer på linje med busser, metro, S-tog og letbaner.
Interregionaltog forbinder landsdele ligesom intercitytog men med flere stop og med samme materiel som regionaltogene. I Danmark supplerede de tidligere intercitytogene mellem København og Jylland fredag og søndag eftermiddag.

## Regionaltog i Danmark

### DSB
Nedenfor er angivet DSB's strækninger med regionaltog fra køreplansskiftet 11. december 2022. På nogle strækninger er der tog, der ikke kører hele vejen og/eller har forskellige standsningsmønstre.
- Østerport – København H – Roskilde – Holbæk – Kalundborg
- Helsingør – Nivå – Østerport – København H – Roskilde – Ringsted – Næstved
- Østerport – København H – Køge Nord – Ringsted – Næstved – Vordingborg – Nykøbing F
- Københavns Lufthavn – Roskilde – Ringsted – Sorø – Slagelse
- Køge – Næstved – Vordingborg – Nykøbing F
- Fredericia – Odense
- Aarhus H – Skanderborg – Horsens – Vejle – Fredericia – Kolding – Esbjerg

### Arriva
- Odense – Ringe – Svendborg
- Esbjerg – Ribe – Tønder – Niebüll
- Esbjerg – Varde – Nørre Nebel
- Esbjerg – Varde – Skjern – Herning
- Aarhus H – Skanderborg – Silkeborg – Herning – Holstebro – Struer
- Aarhus H – Viborg – Skive – Struer
- Vejle – Herning – Struer
- Struer – Thisted